# De finibus bonorum et malorum

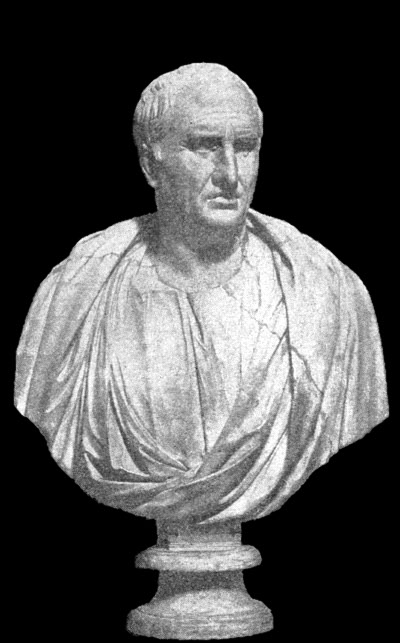
Bust de Marc Tul·li Ciceró

De finibus bonorum et malorum, traduït al català per Sobre els límits del bé i el mal, és un tractat escrit pel polític, orador i filòsof romà Marc Tul·li Ciceró. Data de l'estiu de l'any 45 a.C. i està dedicat al seu bon amic Marc Brut, nebot de Cató.
L'obra, que està dividida en cinc llibres, presenta tres jornades de diàleg entre diversos personatges sobre l'epicureisme, l'estoïcisme, el platonisme i el peripatetisme. Focalitza, sobretot, en la definició dels conceptes de bé i mal suprems, comentant les teories que cadascuna d'aquestes escoles de pensament gregues en van fer al respecte.

## Context
Va ser escrita l'any 45 a.C, dos anys abans de morir, durant una etapa de retir a la seva vil·la d'Astura. Poc temps abans, Cèsar, tot i haver-li perdonat la vida pel prestigi del seu paper com a escriptor i orador, l'havia conduït a apartar-se de l'escena política romana i, en conseqüència, es va començar a dedicar amb més intensitat a la filosofia. Per tant, podem considerar que es trobava, en certa manera, en el punt àlgid de la seva trajectòria com a pensador.
De fet, defineix la filosofia com un “remei pel dolor”, ja que, tant els esdeveniments polítics d'aquell període (la derrota de Pompeu, la mort de Cató i l'ascens de Cèsar) i el fet de veure definitivament truncada la seva esperança de refer la República, així com la situació familiar en què vivia (el divorci amb Terència, el matrimoni amb Publília, de qui també es divorciarà, i la mort de la seva filla Túl·lia en un part), l'havien desanimat bastant. Així doncs, descobreix en la filosofia la pau i el consol que en aquell moment necessitava. I sembla que tota aquesta calma li va arribar amb intensitat, ja que aquell mateix any 45 a.C. va escriure vuit tractats filosòfics més: Hortensius, Luculius o Academica Priora, Varro o Academica Posteriora, Consolatio, Tusculanae Quaestiones, De natura deorum, De divinatione i De fato.
Cal mencionar que l'any següent, amb l'assassinat de Cèsar, retornà a la política i s'enfrontà a Marc Antoni, elaborant les famoses In M. Antonium Orationes Phillippicae, conegudes com a Filípiques.

## Estructura, temes i continguts
El tractat està dividit en tres dies de diàlegs que ocupen cinc llibres: I i II pel primer dia, III i IV pel segon i V pel tercer. La primera conversa se centra en l’epicureisme, la segona amb l’estoïcisme i la tercera amb el platonisme i peripatetisme.
Ciceró, a través d'aquesta extensa obra, es proposa abordar el problema moral des del punt de vista aristotèlic, és a dir, establint una delimitació entre el bé i el mal, fixant un criteri distintiu. Ho fa, doncs, mitjançant l'exposició de teories que diverses escoles gregues van elaborar, comentant-les i contrastant-les, fent que els personatges que intervenen als diàlegs siguin qui les presentin i examinin.

### Primer diàleg

#### Llibre I

##### - Introducció (1-12)
Hi trobem, en primer lloc, un seguit d'objeccions sobre els tractats filosòfics escrits en llatí i la dedicatòria a Marc Brut. A continuació, es contraresten les objeccions. Ciceró hi defensa que en els seus tractats no duu a terme l'ofici de traductor, sinó que pretén fer més cultes els seus conciutadans. Tot seguit presenta el tema general de l'obra, és a dir, delimitar el bé i el mal.

##### - Preàmbul (13-28)
En aquesta punt, l'autor anomena els qui conversaran en aquest diàleg (Torquat, Triari i el mateix Ciceró) i el lloc (la vil·la d'aquest últim a Cumes), i just després comença un diàleg preliminar, en el qual Ciceró comenta que no aprova Epicur a causa de diversos punts de la seva doctrina. Triari li respon que està traient mèrits a Epicur. Després, el primer es defensa i, tot seguit, Torquat explica de què tractarà la següent exposició.

##### - Discurs de Torquat (29-70)
L'inicia insistint en què el plaer és el bé suprem i el dolor, el mal i explicant que els animals, des de bon principi, busquen el plaer i eviten el dolor. Després, que alguns dels seus avantpassats van haver de rebutjar certs plaers per aconseguir-ne de majors i de suportar certs dolors per evitar-ne de pitjors. Exposa també que totes les accions rectes i lloables han de referir-se al plaer.
Després presenta les virtuts com a fonts de plaer: explica com la saviesa, la prudència, la temprança, la fortalesa i la justícia poden proporcionar plaer. Seguint això, parla de l'origen dels plaers de l'ànima, mostrant que els plaers de l'esperit neixen amb els del cos. El mateix s'aplica al dolor. Per tant, el cos esdevé important. A continuació introdueix les virtuts com a font de felicitat, comentant que no es pot viure agradablement si no es viu virtuosament. Tot seguit parla del savi epicuri, exposa que sempre és feliç, ja que no tem a la mort i té més plaers que dolors, de la física com a fonament de la lògica i l'ètica, afirmant que és el més important, perquè si els judicis dels sentits s'equivoquen, l'ànima també ho farà, i de l'amistat segons el seu punt de vista, el d'Epicur i el dels epicuris recents.
Finalment, conclou el llibre amb Torquat elogiant Epicur i convidant Ciceró a que expressi els seus judicis.

#### Llibre II

##### - Consideracions sobre el mètode socràtic i el dels altres filòsofs (1-5)
Serveix d'introducció al que serà la seva resposta a Torquat.

##### - Rèplica de Ciceró (6-115)
Comença comentant que el plaer i l'absència de dolor són dues coses diferents. Segueix dient que, a més, tampoc pot ser el bé suprem. Explica que Epicur s'equivocava en posar d'exemple als animals i els nens, ja que aquests no busquen el plaer sinó la supervivència. Després estableix que sense el bé suprem no pot existir sense la bellesa moral i que aquesta en cap cas es pot referir al plaer. Exposa també que l'amistat no pot existir en el sistema de Epicur, ja que l'amistat està basada en la utilitat. A més, continua amb la idea de què el dolor sempre serà temut i que Epicur, en la seva última carta, va afirmar que els plaers no són del cos, sinó que són de l'ànima i que les accions rectes són desitjables per si mateixes. Diu tot seguit que, si el plaer fos el bé suprem, seríem inferiors als animals i que l'home està destinat a coses més grans i lloables.

##### - Exhortació a Torquat (116-118)
L'incita a llegir els elogis fúnebres de personatges il·lustres.

##### - Conclusió (119)
Després d'un breu diàleg, acaba el passeig i la discussió.

### Segon diàleg

#### Llibre III

##### - Proemi dirigit a Brut (1-9)
S'hi exposa que el plaer no pot ser el bé suprem insistint que res és superior a la virtut. Ens parla també de les dificultats que presenta una exposició de l'estoïcisme, ja que tenen una terminologia molt especial, de la necessitat de crear un vocabulari filosòfic llatí, perquè si cada art té el seu llenguatge, la filosofia també en requereix un de propi. Tot seguit, l'autor elogia Brut pels seus amplis coneixements en filosofia i presenta l'escenari i la trobada dels interlocutors: Ciceró es troba Marc Cató a la biblioteca de la seva vila de Túsculum i intercanvien idees sobre l'educació de Lucul·le.

##### - Diàleg preliminar (10-16)
Cató inicia la conversa lamentant-se de que Ciceró no s'inclini cap a l'estoïcisme i decideix exposar-li la seva doctrina.

##### - Cató exposa la doctrina estoica del bé suprem (16-76)
Cató explica les tendències naturals, segons les quals tot ésser viu s'estima a si mateix i té tendència a conservar la seva naturalesa, la distinció entre les coses estimables i les que manquen de valor (les primeres favorables a la naturalesa, les segones rebutjables), que les accions rectes contenen tots els aspectes de la virtut i la saviesa compren totes les virtuts, bellesa moral com a únic bé suprem i crítica a alguns filòsofs.
Tot seguit exposa que les accions rectes són les que parteixen de la virtut i el bé és allò perfecte en la seva pròpia naturalesa. També que les pertorbacions de l'ànima tenen origen en les falses opinions, que la honestedat és allò més desitjable i algunes diferències entre estoics i peripatètics. Després fa una digressió sobre la riquesa, afirmant que en les riqueses no hi ha la virtut ni tampoc les arts. A continuació classifica les coses segons si són preferibles o no.
Finalment parla de l'amor, que és recíproc entre els homes, del món, que és allò que compartim amb els déus, on cada home té el deure sagrat de buscar la utilitat comuna, i elogia l'estoïcisme i el savi estoic.

#### Llibre IV

##### - Preàmbul (1-2)
Ciceró elogia Cató per la seva brillant exposició.

##### - Rèplica de Ciceró (3-79)
A continuació, comença la rèplica parlant de l'obra dels acadèmics i els peripatètics: comentant la filosofia de Zenó, afirmant que aquest, com a fundador de l'estoïcisme, va espatllar el tractament de la retòrica (tenint present el que havien fet els acadèmics i peripatètics), i que tampoc van avançar massa en la física. Després, parla de la visió dels acadèmics i peripatètics respecte el bé suprem, segons la qual havien afirmat que el bé suprem consisteix en viure d'acord amb la naturalesa i que ambdues parts del dualisme són desitjables.
Després exposa el valor de les novetats introduïdes pels estoics i decideix examinar a fons la seva teoria sobre el bé suprem, insisteix en viure d'acord amb la naturalesa, comenta que els estoics van errar en restar importància als béns del cos, ja que el bé suprem ha d'abraçar les dues parts del cos, explica que en l'home s'ha de potenciar la virtut, però que els estoics són inconseqüents, car la seva virtut descuida una part de la naturalesa, parla, també, del fet que els seus sil·logismes no són acceptables, que Zenó deia el mateix que la resta de filòsofs però va canviar els termes i que la idea que tots els pecats són iguals no és aplicable a la vida real.
Com a conclusió convida Cató a estudiar a fons els acadèmics i peripatètics.

### Tercer diàleg

#### Llibre V

##### Preàmbul (1-8)
En primer lloc, presenta la localització i els personatges que conversaran: a Atenes, en els jardins de l'Acàdemia, es reuneixen Marc Pisó, Quint Ciceró, Tit Pomponi, Luci Ciceró i el mateix Ciceró. Té lloc, tot seguit, un diàleg preliminar en el qual parlen de les impressions que els produeix Atenes mentre van caminant cap a l'Acadèmia.

##### - Pisó exposa la doctrina acadèmico-peripatètica del bé suprem (9-74)
Pisó introdueix l'escola peripatètica, parlant de les temàtiques que van tractar i del seu declivi. Després, parla de les diverses teories sobre el bé suprem: n'hi ha tres de simples (el plaer, l'absència de dolor i els avantatges naturals) i les complexes (plaer i honestedat, absència de dolor i honestedat i béns naturals i honestedat), i que diuen que l'última és la més acceptable. Després mostra el sistema acadèmico-peripatètic, parlant de que tots els éssers vius tendeixen a conservar-se i realitzar la perfecció de la seva naturalesa, de l'amor de l'home envers ell mateix, de les qualitats del cos i l'ànima, del bé suprem, de la superioritat de la raó, de les semblances de l'home i la resta d'éssers vius, de com arriba l'home al coneixement de les seva naturalesa, del plaer, del desig envers la bellesa moral, de la justícia i les seves relacions amb altres virtuts, dels béns intrínsecs i extrínsecs i del que d'altres filòsofs van prendre dels peripatètics.
A continuació, trobem un breu diàleg entre Pisó, Ciceró i Luci, en el qual, bàsicament, comenten l'exposició anterior. Ciceró diu que és incoherent afirmar que un savi és feliç sempre, encara que estigui assetjat per molts mals. Pisó respon que a allò que els estoics anomenen coses rebutjables, ells ho anomenen mals. Després,Ciceró menciona que no és suficient ser savi per ser feliç i valoren, entre els dos, si un savi pot ser més feliç que un altre. Sembla que no acaben de posar-se d'acord.
Finalment, trobem una breu conclusió, en la qual Quint i Àtic fan un petit comentari, i tots junts van cap a casa de Pomponi.